# Vincent Billington
Vincent Billington (ur. 14 maja 1904 w Blackburn, zm. 6 października 1976) – brytyjski duchowny rzymskokatolicki, biskup Kampala.